# Kampala Capital City Authority FC
Kampala Capital City Authority FC of kortweg KCCA (tot 2012/13 Kampala City Council FC, KCC) is een voetbalclub uit Kampala, Oeganda
In 1974 promoveerde de club voor het eerst naar de hoogste klasse en werd twee jaar later landskampioen. In 1978 was het de eerste Oegandese club die de CECAFA Cup voor clubs won. In 1997 bereikte de club de halve finale van de CAF Cup.

## Erelijst
Landskampioen
1976, 1977, 1981, 1983, 1985, 1991, 1997, 2008, 2013, 2014, 2016, 2017
Beker van Oeganda
Winnaar: 1979, 1980, 1982, 1984, 1987, 1990, 1993, 2004, 2017
CECAFA Cup voor clubs
Winnaar: 1978
Finalist: 1979

## Bekende (ex-)spelers
Ibrahim Sekagya